# Timmersax

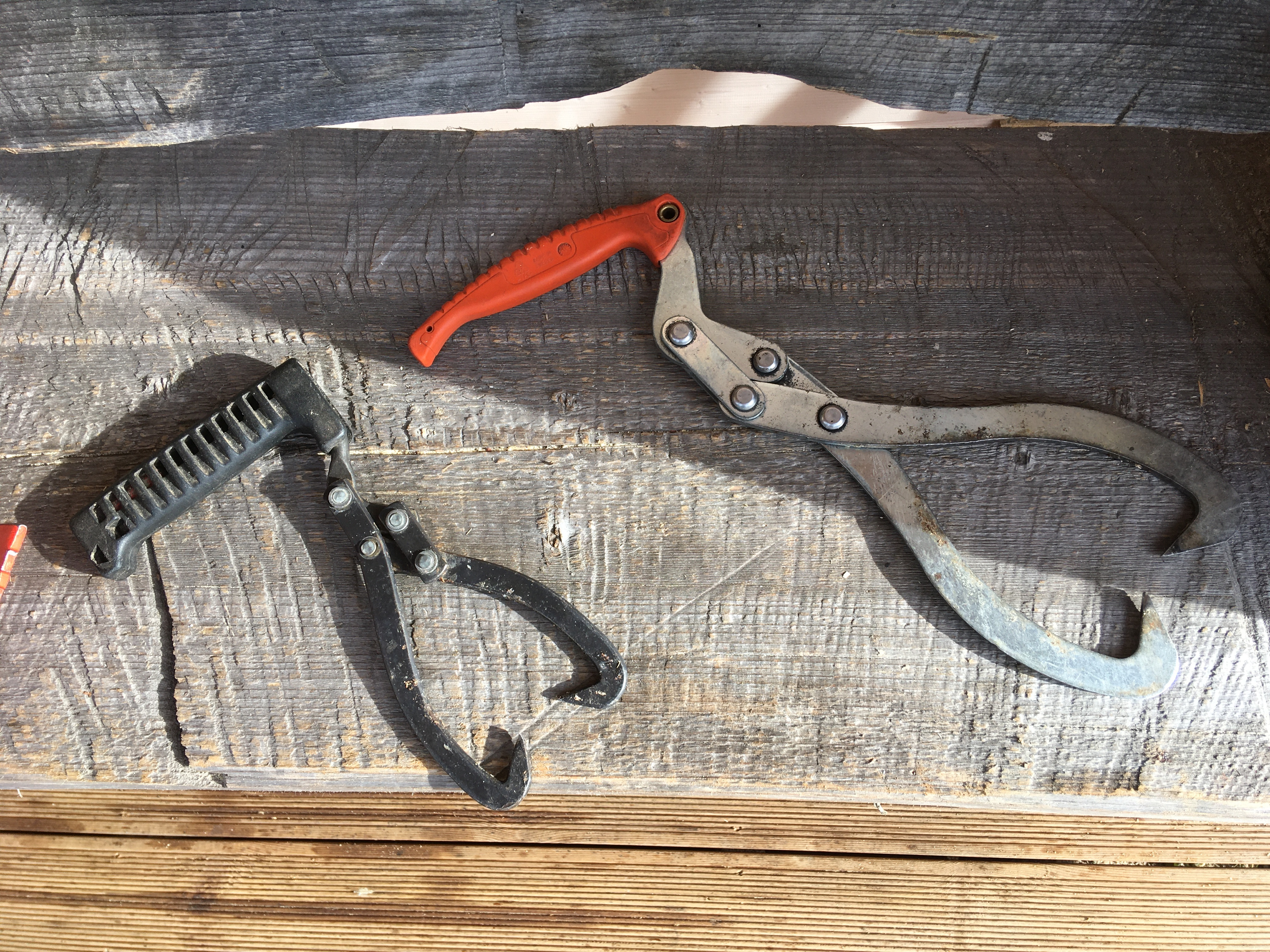
Två timmersaxar

Timmersax är ett verktyg som används för att förflytta stockar inom skogsbruket.
Uppfinnare av den första timmersaxen var Anders Olof Palm Bäckebo Tallåsen. Som fick patent på den 1909. Källa patentbrevet) Som han sålde till Bergman . Det tångliknande verktyget hålls i handtaget och dess skänklar biter sig fast allt hårdare i stocken, ju mer arbetaren drar. Timmersaxen innebar en smärre revolution inom skogsbruket.
Bergman tillverkade timmersaxar i sin egen Bergmans Verkstad och de exporterades till många länder. Företaget blev kvar i familjen intill nedläggningen 1980. Timmersaxar tillverkas fortfarande i Sverige, bland annat av Husqvarna.